# The Pink Panther Strikes Again
The Pink Panther Strikes Again is de vijfde film in de The Pink Panther-reeks uit 1976. Het verhaal gaat verder waar voorganger The Return of the Pink Panther stopte. Ondanks de titel komt de befaamde diamant die in eerdere delen een rol speelde, in deze film niet voor. Ongebruikt materiaal van deze film werd later gebruikt in Trail of the Pink Panther.
Tagline: Why are the world's chief assassins after Inspector Clouseau? Why not? Everybody else is.

## Verhaal
Het verhaal begint in het sanatorium waar voormalig hoofdinspecteur Charles Dreyfus herstelt van zijn moorddadige gedachten om zijn ondergeschikte inspecteur Jacques Clouseau te vermoorden. Hij staat op het punt vrijgelaten te worden. Zijn herstel is geen lang leven beschoren; Clouseau, die nu hoofdinspecteur is geworden, komt hem opzoeken en helpt hem van de regen in de drup, waardoor hij toch niet wordt vrijgelaten.
Kort daarna ontsnapt Dreyfus, met de bedoeling Clouseau te vermoorden. Zijn eerste poging is het plaatsen van een bom terwijl Clouseau op zijn eigen manier vecht met zijn bediende Cato. Die is opgedragen hem op de meest onverwachte momenten aan te vallen. De bom vernietigt wel het appartement van Clouseau, maar hij blijft zelf ongedeerd, vanwege een opblaas-pak dat hij aanheeft. Dreyfus zet hierna hoger in: hij roept een leger op van de meest kwaadaardige criminelen, hij ontvoert de nucleaire professor Hugo Fassbender en zijn dochter Margo. Hij dwingt de professor een vernietigingswapen te maken, in ruil voor zijn dochters vrijheid. De professor gaat akkoord, hij wil niet dat zijn dochter iets overkomt.
Clouseau reist naar Engeland om de verdwijning van Fassbender te onderzoeken, met typische chaotische resultaten. Ondertussen onthult Dreyfus zijn plan: hij bedreigt de gehele wereldbevolking. Hij laat het hoofdkwartier van de Verenigde Naties in New York vernietigen voor de ogen van de wereld. Hij chanteert de wereldleiders, waaronder de President van de Verenigde Staten (een imitatie van Gerald Ford, geadviseerd door Henry Kissinger) om Clouseau uit te schakelen.
De landen nemen de bedreigingen van Dreyfus serieus. Ze zenden hun moordenaars op pad om Clouseau te vermoorden op het Oktoberfest in Duitsland. Op zijn eigen klunzige manier weet Clouseau toch steeds zijn leven te redden, zodat de moordenaars vooral elkaar uitschakelen. Nadat de moordenaars van zesentwintig landen zijn uitgeschakeld, blijven alleen de Egyptenaar en een Sovjet over. De Egyptische moordenaar sluipt de hotelkamer van Clouseau binnen en schiet een man dood waarvan hij denkt dat het Clouseau is. Het is echter een helper van Dreyfus, die zelf het plan had Clouseau te vermoorden. Hierna verleidt de Russische moordenaar Olga Bariosova de Egyptenaar omdat ze denkt dat hij Clouseau is. Als de echte Clouseau binnenkomt, vindt hij een mooie vrouw in zijn bed, en een dode man in zijn bad. Een tatoeage van de dode man en de ontfutselde kennis van Olga leiden hem naar de locatie van Dreyfus: een kasteel in Beieren.
Dreyfus is blij met het nieuws dat Clouseau dood is, maar zijn plezier wordt getemperd door een enorme kiespijn. Clouseau, die inmiddels is aangekomen in het dorp bij Dreyfus' schuilplaats en onsuccesvol heeft geprobeerd binnen te komen, infiltreert in het kasteel vermomd als tandarts. Hij spuit Dreyfus in met lachgas en trekt een van zijn gouden tanden. Tijdens een hysterische lachbui beveelt Dreyfus om Clouseau te vermoorden, maar hij ontsnapt.
Woedend wil Dreyfus zijn woede richten op het vernietigen van Engeland. Clouseau, die in de tuin van het kasteel is gevallen, wordt gekatapulteerd op de vernietigingsmachine. Onder het gewicht van Clouseau wijkt die af van zijn eigenlijke doel en raakt Dreyfus' kasteel. Professor Fassbinder, zijn dochter, een helper van Dreyfus en Clouseau zelf ontsnappen uit het kasteel terwijl Dreyfus geheel gestoord op het orgel van het kasteel speelt, terwijl hij maniakaal lacht en samen met het kasteel langzaam verdwijnt.
Terug in Parijs is Clouseau herenigd met Olga, die Cato heeft weggestuurd en Clouseau wil verleiden. Hun romantische avond wordt eerst verstoord door Clouseau, die zijn kleren niet uitkrijgt, en dan door Cato, die deze gelegenheid gebruikt om Clouseau onverwacht aan te vallen. Het gevecht eindigt als ze alle drie met hun bed in de Seine terechtkomen.

## Rolverdeling
| Acteur           | Personage                        |
| ---------------- | -------------------------------- |
| Peter Sellers    | Hoofdinspecteur Jacques Clouseau |
| Herbert Lom      | Charles Dreyfus                  |
| Lesley-Anne Down | Olga Bariosova                   |
| Burt Kwouk       | Cato Fong                        |
| Colin Blakely    | Alec Drummond                    |
| Leonard Rossiter | Quinlan                          |
| André Maranne    | François Chevalier               |
| Byron Kane       | Henry Kissinger                  |
| Dick Crockett    | President Gerald Ford            |
| Richard Vernon   | Professor Hugo Fassbender        |
| Briony McRoberts | Margo Fassbender                 |
| Omar Sharif      | Egyptische huurmoordenaar        |

## Trivia
- Graham Stark, een vriend van Sellers, speelt ook mee in deze film als eigenaar van een Duits motel. Sinds hij Hercule speelde in A Shot in the Dark speelt hij in elke film een kleine rol.
- Het personage van Prof. Fassbender is een knipoog naar een van de eerste films van Sellers: What's New Pussycat?, waarin Sellers iemand speelde met die naam.
- De rol van Olga Bariosova werd eerst aangeboden aan Maud Adams.
- De oorspronkelijke film duurt 124 minuten. Sommige van de verwijderde scènes zijn gebruikt in Trail of the Pink Panther.
- Dit is de enige Pink Pantherfilm die het verhaal van de voorgaande film volgt.
- De film wordt beschouwd als de grappigste in de serie.
- Tijdens de titelscène zijn er verwijzingen naar Alfred Hitchcock, Batman, King Kong, The Sound of Music, Dracula AD 1972, Singin' in the Rain en Steamboat Bill Jr.. De geanimeerde roze panter en Clouseau spelen herkenbare scènes uit deze films na.